# غويزلة (بوئين)
غویزلة (بالفارسية: گویزله) هي قرية تقع في إيران في قسم بوئین الريفي. يقدر عدد سكانها بـ 258 نسمة بحسب إحصاء 2016.